# Biskopsgårdens bibliotek

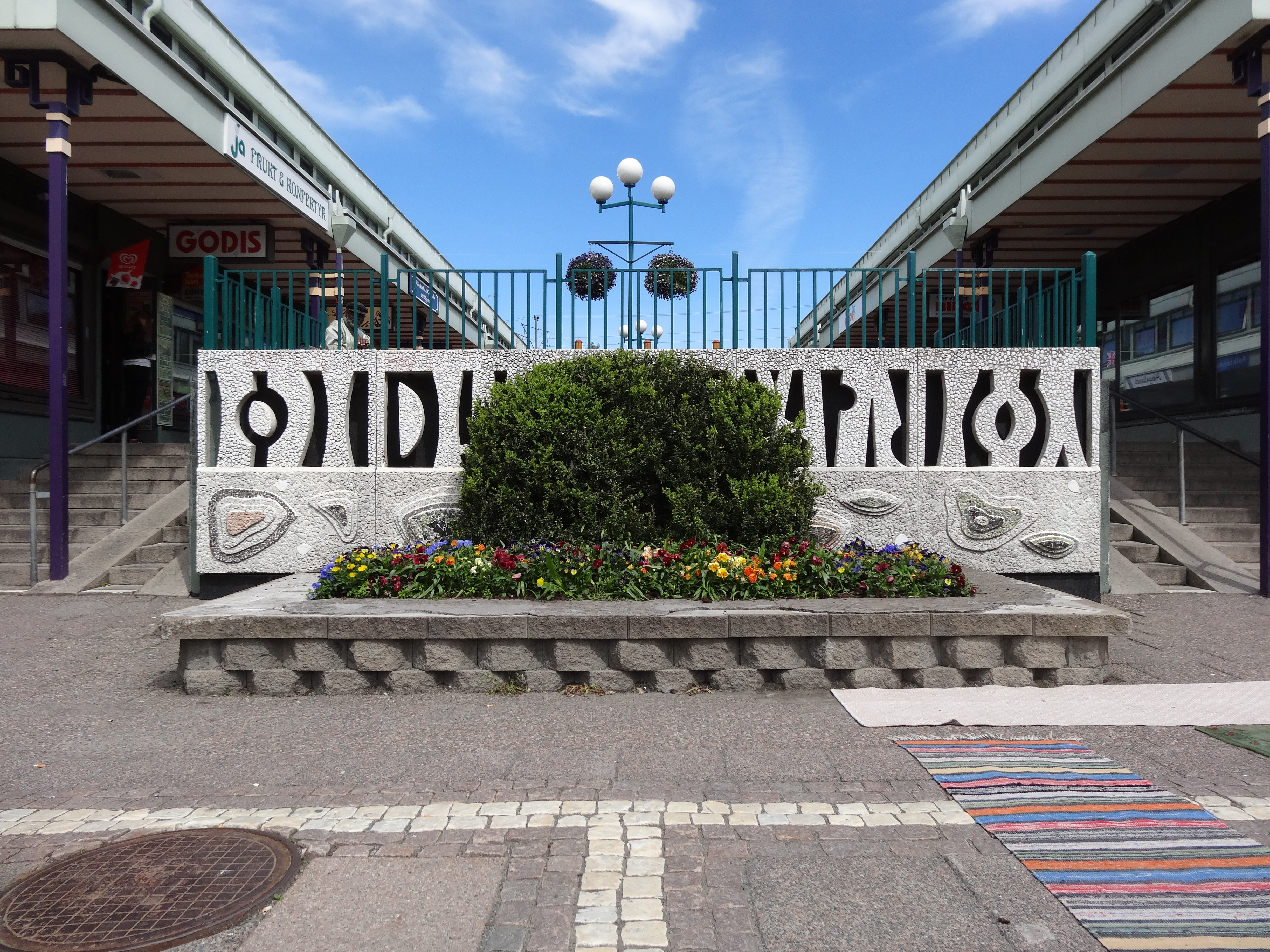
Vårväderstorget, där Biskopsgårdens bibliotek ligger.

Biskopsgårdens bibliotek (tidigare Vårväderstorgets bibliotek) är ett folkbibliotek som ligger vid Vårväderstorget i stadsdelen Biskopsgården i Göteborg. Det öppnade 1964 som Vårväderstorgets bibliotek, två år efter Norra Biskopsgårdens bibliotek som låg i Sjumilaskolan vid Friskväderstorget. Biblioteket tillhör Biblioteken i Göteborg, tillsammans med 26 andra bibliotek i olika stadsdelar inklusive Stadsbiblioteket på Götaplatsen. Biblioteket är ett av stadens mest populära, med 700–800 besökare en normal dag.
2020 utnämnde Kulturrådet Biskopsgårdens bibliotek till romsk läsambassad, vilket innebär att det finns ett extra fokus på de romska minoriteterna och deras språk.
Biblioteket har ett nära samarbete med Biblioteksvännerna i Biskopsgården.